# Imperialismo

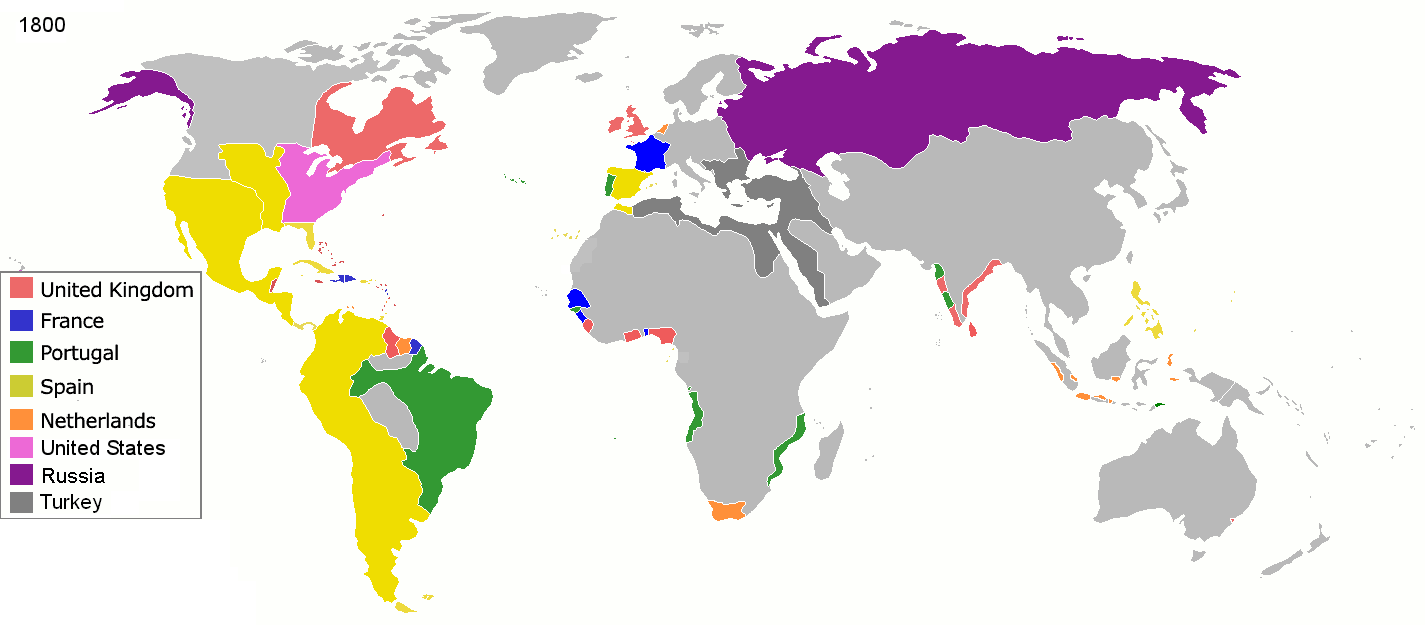
Imperios coloniales en 1800.

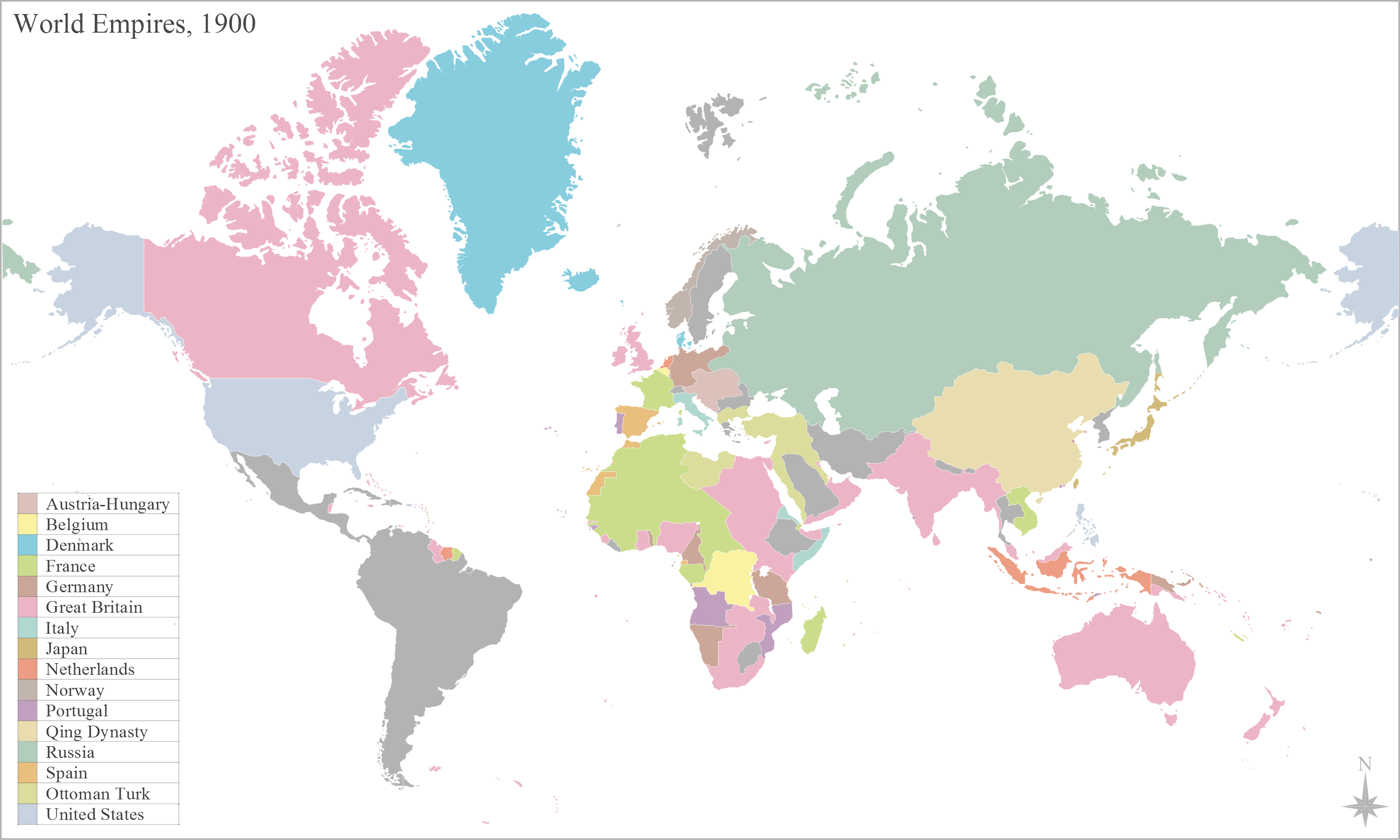
Imperios coloniales en 1900.

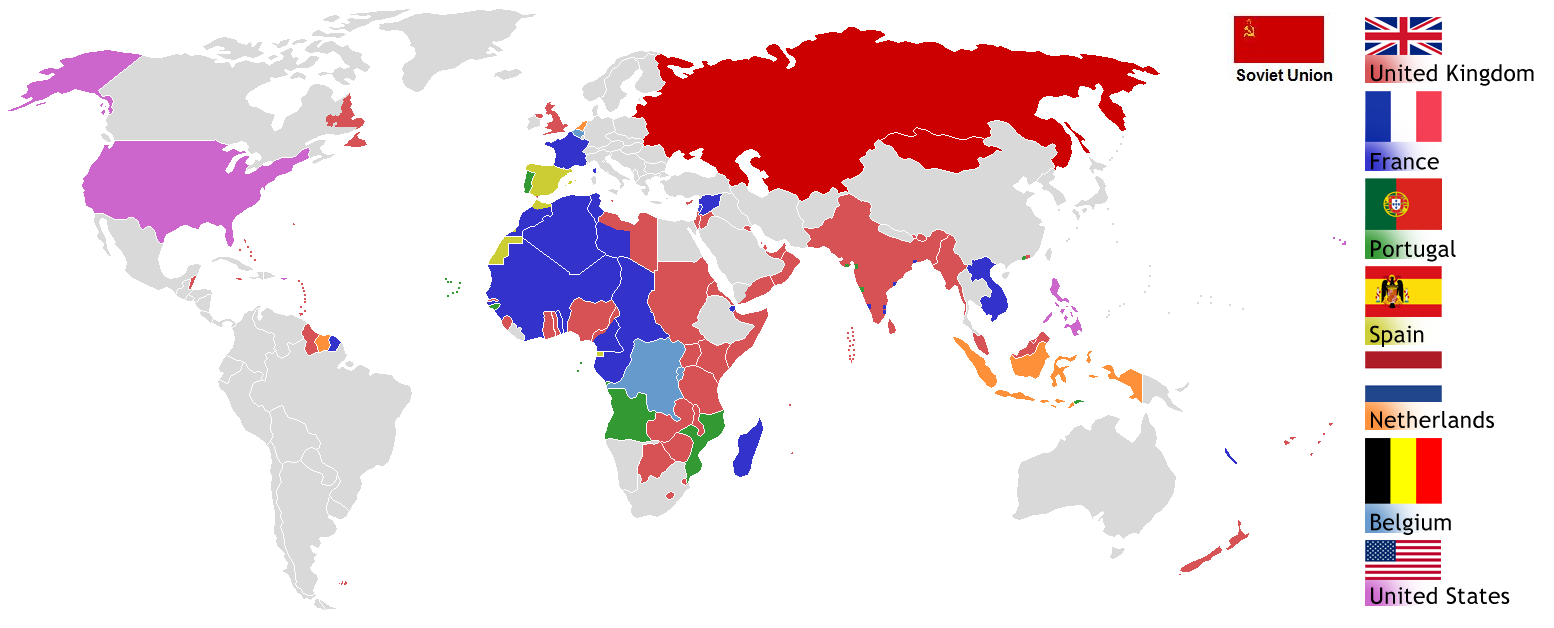
Imperios coloniales en 1945

El imperialismo (generalmente en forma de un imperio) —que se basa en ideas de superioridad y aplicando prácticas de dominación— es el conjunto de prácticas que implican la extensión de la autoridad y el control de un Estado o pueblo sobre otro. También puede ser una doctrina política que justifica la dominación de un pueblo o Estado sobre otros; habitualmente mediante distintos tipos de colonización (de poblamiento, de explotación económica, de presencia militar estratégica) o por la subordinación cultural (aculturación). El sociólogo estadounidense Lewis Samuel Feuer identificó dos subtipos principales del imperialismo: el primero es el "imperialismo regresivo" identificado con la pura conquista, la explotación inequívoca, reducciones de los pueblos no deseados, y el asentamiento de los pueblos deseados en esos territorios. El segundo tipo identificado por Feuer es "imperialismo progresista" que se basa en una visión cosmopolita de la humanidad, que promueve la expansión de la civilización a las sociedades supuestamente atrasadas para elevar los estándares de vida y la cultura en los territorios conquistados, y la asignación de la gente conquistada a asimilarse a la sociedad imperial. Aunque los términos "imperialismo" y "colonialismo" están muy relacionados, no son sinónimos.

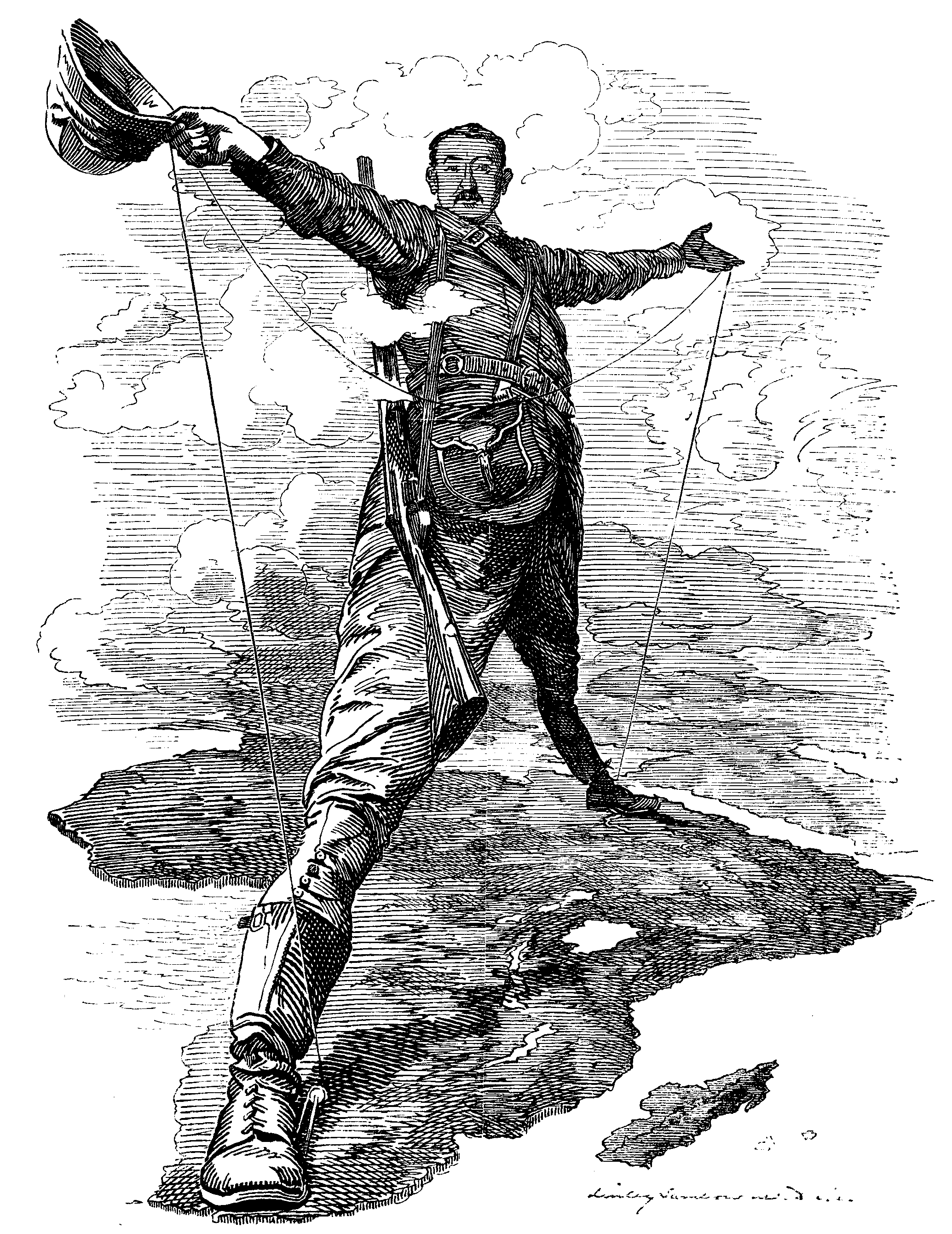
Cecil Rhodes y el Ferrocarril de Ciudad del Cabo a El Cairo. Rhodes quiere "pintar rojo el mapa" (rojo representando al Imperio Británico).

Los imperios han existido a lo largo de toda la historia, desde su mismo comienzo en la Edad Antigua, pero el uso del término "imperialismo" suele limitarse a la calificación de la expansión europea que se inicia con la era de los descubrimientos (siglo XV) y se prolonga durante toda la Edad Moderna y Edad Contemporánea hasta el proceso de descolonización tras la Segunda Guerra Mundial.
Más específicamente, la expresión Era del Imperialismo, utilizada por la historiografía, denomina al período que va de 1871 a 1914, en que se produjo una verdadera carrera para construir imperios coloniales, principalmente con el llamado reparto de África. A ese periodo se refieren tres de los textos más importantes que fijaron el concepto: Imperialismo, un estudio, de Hobson, El capital financiero de Rudolf Hlferding y El imperialismo, fase superior del capitalismo, de Lenin. 
La perspectiva marxista entiende el imperialismo no esencialmente como una forma de dominación política, sino como un mecanismo de división internacional del capital y el trabajo, por el que la propiedad del capital, la gestión, el trabajo de mayor cualificación y la mayor parte del consumo se concentran en los países "centrales"; mientras que en los países "periféricos", que aportan el trabajo de menor cualificación y los recursos naturales, sufren un intercambio desigual que conduce a la explotación y el empobrecimiento. En politología también se emplea la nomenclatura "norte-sur" para esta forma de relación.

## Etimología y uso
La palabra imperialismo tiene su origen en la palabra latina imperium', que significa poder supremo, "soberanía", o simplemente "gobierno". Se hizo común por primera vez en el sentido actual en Gran Bretaña durante la década de 1870, cuando se utilizó con una connotación negativa. Anteriormente, el término se había utilizado para describir lo que se percibía como los intentos de Napoleón III de obtener apoyo político a través de intervenciones militares extranjeras. El término se aplicó y se aplica principalmente al dominio político y económico occidental y japonés, especialmente en Asia y África, en los siglos XIX y XX. Su significado exacto sigue siendo debatido por los académicos. Algunos escritores, como Edward Said, utilizan el término de forma más amplia para describir cualquier sistema de dominación y subordinación organizado en torno a un núcleo imperial y a una periferia. Esta definición abarca tanto los imperios nominales como el neocolonialismo.

## Colonialismo versus imperialismo
El término "imperialismo" se confunde a menudo con "colonialismo"; sin embargo, muchos estudiosos han argumentado que cada uno tiene su propia definición. El imperialismo y el colonialismo se han utilizado para describir la superioridad, la dominación y la influencia que se percibe sobre una persona o un grupo de personas. Robert Young escribe que mientras que el imperialismo opera desde el centro, es una política de Estado y se desarrolla por razones ideológicas y financieras, el colonialismo es simplemente el desarrollo por intenciones de asentamiento o comerciales. Sin embargo, el colonialismo sigue incluyendo la invasión. El colonialismo en el uso moderno también tiende a implicar un grado de separación geográfica entre la colonia y el poder imperial. En particular, Edward Said distingue la diferencia entre imperialismo y colonialismo afirmando que "el imperialismo implicaba 'la práctica, la teoría y las actitudes de un centro metropolitano dominante que gobernaba un territorio distante', mientras que el colonialismo se refiere a la 'implantación de asentamientos en un territorio distante. Los imperios terrestres contiguos, como el ruso o el otomano, han sido tradicionalmente excluidos de las discusiones sobre el colonialismo, aunque esto está empezando a cambiar, ya que se acepta que también enviaron poblaciones a los territorios que gobernaban.: 116 
Tanto el imperialismo como el colonialismo dictan la ventaja política y económica sobre una tierra y las poblaciones indígenas que controlan, sin embargo, a los estudiosos a veces les resulta difícil ilustrar la diferencia entre ambos.: 107  Aunque el imperialismo y el colonialismo se centran en la supresión de otro, si el colonialismo se refiere al proceso de un país que toma el control físico de otro, el imperialismo se refiere al dominio político y monetario, ya sea formal o informalmente. Se considera que el colonialismo es el arquitecto que decide cómo empezar a dominar zonas y, a continuación, se puede considerar que el imperialismo crea la idea de conquista cooperando con el colonialismo. El colonialismo es cuando la nación imperial comienza una conquista sobre un área y luego finalmente es capaz de gobernar sobre las áreas que la nación anterior había controlado. El significado principal del colonialismo es la explotación de los valiosos bienes y suministros de la nación que fue conquistada y la nación conquistadora obtiene entonces los beneficios del botín de guerra.: 170–75  El significado del imperialismo es crear un imperio, conquistando las tierras del otro estado y por lo tanto aumentando su propio dominio. El colonialismo es la construcción y conservación de las posesiones coloniales en una zona por parte de una población procedente de una región extranjera.: 173–76  El colonialismo puede cambiar por completo la estructura social, la estructura física y la economía existentes en una zona; no es raro que las características de los pueblos conquistadores sean heredadas por las poblaciones indígenas conquistadas.: 41  Pocas colonias permanecen alejadas de su patria. Así, la mayoría acabará estableciendo una nacionalidad separada o permanecerá bajo el control total de su colonia madre.
El líder soviético Vladimir Lenin sugirió que "el imperialismo era la forma más elevada de capitalismo, afirmando que el imperialismo se desarrolló después del colonialismo, y se distinguió del colonialismo por el capitalismo monopolista".: 116  Esta idea de Lenin subraya la importancia que ha adquirido el nuevo orden político mundial en la era moderna. La geopolítica se centra ahora en que los estados se conviertan en actores económicos importantes en el mercado; algunos estados se consideran hoy en día como imperios debido a su autoridad política y económica sobre otras naciones.
La expansión europea hizo que el mundo se dividiera por la forma en que se representan las naciones desarrolladas y en desarrollo a través de la  teoría de los sistemas mundiales. Las dos regiones principales son el núcleo y la periferia. El núcleo está formado por zonas de altos ingresos y beneficios; la periferia se encuentra en el lado opuesto del espectro y consiste en zonas de bajos ingresos y beneficios. Estas teorías críticas de la geopolítica han dado lugar a un mayor debate sobre el significado y el impacto del imperialismo en el mundo poscolonial moderno.

## Diferentes acepciones del término

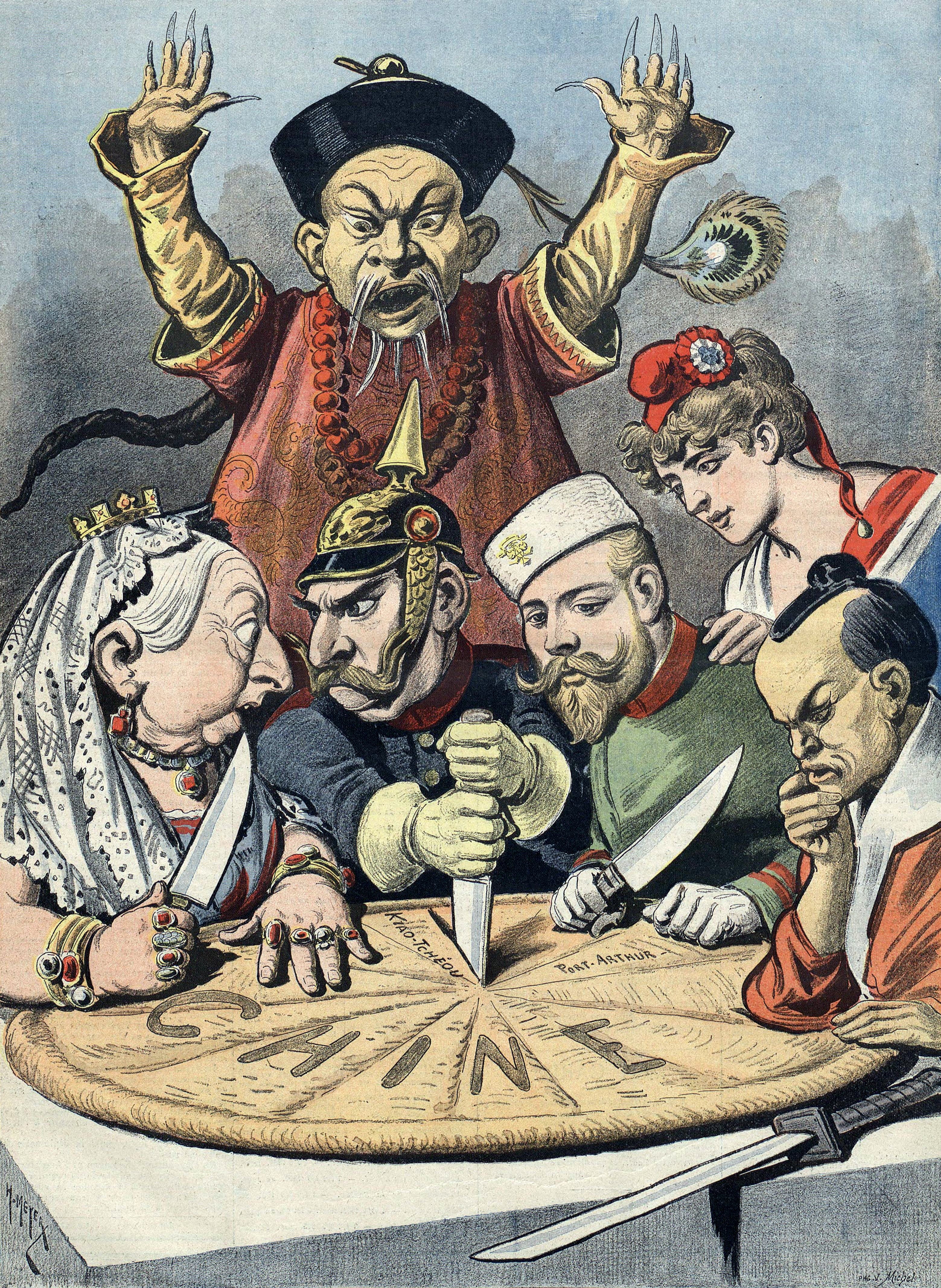
Caricatura que representa la partición de China a manos de las principales potencias europeas (Reino Unido, Alemania, Rusia, Francia) y Japón en el. Jacques Henri Meyer, Le Petit Journal, 1898.

Se puede entender como la doctrina que sostiene el dominio de unas naciones sobre otras. Existen imperialismos desde que han existido imperios desde la antigüedad, pero hay una tendencia actual a limitar como «imperialismo» al proceso de expansión económica que tuvo lugar en Europa a mediados del siglo XIX, sobre todo a partir de 1870, y este fue conocido como imperialismo librecambista. Durante este periodo, muchos países europeos, especialmente Gran Bretaña, se extendieron, primero de forma no oficial y más tarde anexaron territorios y formaron colonias en África, Asia y el Pacífico. Esta expansión fue consecuencia de la búsqueda fuera de Europa de mercados y materias primas para la revolución industrial y se dio hasta el comienzo de la Primera Guerra Mundial, en 1914 y permanecieron sus vestigios hasta la descolonización, en los años 1970.
A partir de finales del siglo XIX el imperialismo se caracterizó sobre todo por la dominación económica impuesta por las potencias sobre naciones inferiores a éstas, ya que la dominación política cada vez fue más puesta en duda. A comienzos del siglo XX y durante la segunda posguerra, en los países subdesarrollados surgieron movimientos nacionalistas que muchas veces acabaron con la colonización de otras potencias sobre ellos. En ese sentido se debe decir que en la actualidad la prepotencia de los países más poderosos se verifica más en el terreno económico que en el político, aunque un análisis exhaustivo de la evolución política del sur muestra la dependencia del norte también en lo político.
No obstante, en los albores de la Segunda Guerra Mundial, se comienza a usar la denominación de «imperialismo» para referirse a dos nuevas potencias, más tarde enfrentadas en la Guerra Fría; son la Unión Soviética y Estados Unidos. En este sentido, una famosa cita del líder político inglés Winston Churchill, acerca de los vencedores en el conflicto armado, dice: «La historia la escriben los vencedores»; no obstante, surgirían diversas corrientes de opinión y movimientos sociales de distinto signo político o ideológico que mantendrían posiciones críticas o abiertamente contrarias a la visión predominante.
A finales del siglo XX se imponen las posiciones norteamericanas; la preponderancia económica de los EE. UU., conlleva además un predominio cultural, encabezado por industrias del entretenimiento como la cinematográfica y la musical. Este dominio económico-cultural, unido a la publicidad en el consumo en masa, se ha valorado por algunos sectores ideológicos como un tipo de colonialismo cultural (véase Pierre Bourdieu y Loïc Wacquant, Las razones del imperialismo), mientras que en el campo político, se ha calificado como imperialista la política exterior de Estados Unidos, Europa Occidental y Japón principalmente, y su intervencionismo en diversos conflictos.

Por otro lado, Aníbal Quijano, señala que el imperialismo, como sistema de dominación político, es sucesor del colonialismo y en este sentido sería una expresión de la colonialidad del poder/saber interiorizado: 
"El imperialismo es una asociación de intereses sociales entre los grupos dominantes (clases sociales y/o "etnias") de países desigualmente colocados en una articulación de poder, más que una imposición desde el exterior."

## Causas del imperialismo

### Económicas
La crisis de 1873 provocó el descenso de los precios, y con ello el proteccionismo, es decir, la protección de los productos propios de cada país prohibiendo la entrada de artículos extranjeros o gravándolos con impuestos. Esto dio lugar a la necesidad de encontrar nuevos mercados que no estuvieran controlados por dicho sistema. Por otra parte, potencias capitalistas europeas como Reino Unido, Países Bajos y Francia necesitan dar salida a su excedente de capital y lo hacen invirtiendo en países de otros continentes estableciendo préstamos, implantando ferrocarriles, instalando puertos, etc. Además estos países necesitan buscar materias primas para sus industrias, ya que empiezan a agotarse o a escasear en Europa. La Segunda Revolución Industrial, por otra parte, necesita de nuevas materias primas de las que Europa no dispone o escasean, como plata, petróleo, caucho, oro, cobre, etc.
Las causas económicas, por tanto, fueron el fruto de la expansión del capital industrial, viéndose este obligado a buscar territorios nuevos donde pudiera invertirse el exceso de capitales acumulados; estos capitales encontraron una salida productiva en forma de créditos otorgados a la minoría de los indígenas.

### Demográficas
En Europa, entre 1850 y 1914, se produjo un gran aumento demográfico, llegando a duplicarse su población, por lo que en algunos países empezaban a escasear los recursos. Gran parte de la población, unos 40 millones de europeos, no tenían otra salida que marcharse a las colonias de su respectivo país ya que no contaban con trabajo, ni con alimentos suficientes para abastecerse todos, por ello cambiaron su residencia en busca de riquezas y mejores condiciones de vida.

### Darwinismo social
Adoptado por los imperialistas, sobre todo en Inglaterra, para excusar sus actuaciones depredadoras. Tras conocer las teorías de Darwin sobre la evolución de las especies por selección natural, sostenían que, al igual que las distintas especies o razas, las sociedades más avanzadas tenían derecho a imponerse y a seguir creciendo aunque fuera a costa de las más inferiores o atrasadas.

### Científicas
Existía un fuerte interés por descubrir y analizar nuevas especies de animales y plantas, conocer nuevos territorios y realizar investigaciones de todo tipo. Esto hace que muchos científicos deseen progresar, lanzándose a la aventura consiguiendo a cambio grandes avances en campos como la biología y la botánica.

### Técnico-políticas
Algunos políticos quieren hacer olvidar rápidamente sus derrotas consiguiendo nuevos territorios. La navegación también fue un factor importante ya que los barcos de vapor, necesitan disponer de puntos costeros para poder reponer el carbón, por lo que cuando esto pasó a manos del estado, en lugar de limitarse a dicho punto, este intentó controlar cada vez más territorio. Allí donde se tenga un predominio político se tendrá el predominio de los productos, un predominio económico.

### Militares y geoestratégicas
El periodo entre 1871 y 1914 fue de paz entre las principales potencias europeas, la denominada Bella Época (Belle Époque). La disponibilidad de un creciente potencial demográfico para el alistamiento se puede emplear en territorios extraeuropeos, siguiendo o precediendo a la expansión colonial económica de las empresas y a la emigración.
Las razones geoestratégicas eran resultado de la competencia por el dominio de rutas navales (escalas necesarias para el repostaje de los buques) y de espacios continentales clave, como la denominada área pivote del Asia Central o el imperio continuo en África (la continuidad territorial entre las bases navales en mares opuestos).

## Consecuencias

### Demográficas
En general, la población sufrió un incremento al disminuir la mortalidad —por la introducción de la medicina moderna occidental— y mantenerse una alta natalidad. Ello se tradujo en un desequilibrio entre población y recursos, que aún hoy día persiste. No obstante, en algunas zonas la población autóctona sufrió una drástica reducción (especialmente durante la primera fase del imperialismo) como consecuencia de la introducción de enfermedades desconocidas, tales como la viruela, la gripe, etc. En otros lugares, la población indígena fue simplemente reemplazada por colonos extranjeros.

### Económicas
La explotación económica de los territorios adquiridos hizo necesario el establecimiento de unas mínimas condiciones para su desarrollo. Se crearon infraestructuras destinadas a dar salida a las materias primas y agrícolas que iban destinadas a la metrópolis. Las colonias se convirtieron en abastecedoras de lo necesario para el funcionamiento de las industrias metropolitanas, mientras éstas colocaban sus productos manufacturados en los dominios. La economía tradicional, basada en una agricultura autosuficiente y de policultivo, fue sustituida por otra de exportación, en régimen de monocultivo, que provocó, en gran medida, la desaparición de las formas ancestrales de producir y la extensión de cultivos.

### Sociales
Las consecuencias sociales se manifestaron en la instalación de una burguesía de comerciantes y funcionarios procedentes de la metrópolis que ocuparon los niveles altos y medios de la estructura colonial. En algunos casos, se asimilaron determinados grupos autóctonos dentro de la cúspide social. Se trataba de las antiguas élites dirigentes y de miembros de determinados cuerpos del ejército o la función pública colonial. En ambos casos su asimilación fue acompañada de una profunda occidentalización. Cuando, a raíz del proceso de descolonización, comienzan a surgir estados a partir de lo que fueron colonias, esos grupos sociales ocuparán una posición relevante en la administración y el gobierno de los nuevos países.

### Políticas
Los territorios dominados sufrieron un mayor grado de dependencia respecto a la metrópolis, en función del tipo de organización administrativa que les fue impuesto. Sin embargo, esta dependencia no estuvo exenta de conflictos, que fueron el germen de un antiimperialismo protagonizado generalmente por las clases medias nativas occidentalizadas, que reclamaban la toma en consideración de las tradiciones autóctonas. Ello se canalizó a través de las premisas del juego democrático que las metrópolis defendían para sí mismas pero que negaban a sus colonias: libertad, igualdad, soberanía nacional, etc.

### Culturales
El imperialismo condujo a la pérdida de identidad y de valores tradicionales de las poblaciones originarias y a la implementación de las pautas de conducta, educación y mentalidad de los colonizadores. Asimismo, supuso la adopción de las lenguas de los dominadores (especialmente el inglés, el francés y el español). Esto arrastró a una fuerte aculturación. La religión cristiana (católica, anglicana, protestante, etc.) desplazó a los credos preexistentes en muchas zonas de África o bien se fusionó con esas creencias, conformando doctrinas de carácter sincrético.

### Ecológicas
La introducción de nuevas formas de explotación agrícola de especies vegetales y animales provocaron la modificación y destrucción de los ecosistemas naturales. Así, por ejemplo, el bisonte fue casi exterminado en las praderas americanas; el conejo se convirtió en una auténtica plaga tras su introducción en Australia, donde carecía de depredadores naturales; las grandes selvas tropicales fueron objeto de una deforestación causada por la sobreexplotación maderera y la introducción de los monocultivos de plantación; los ríos fueron contaminados con residuos procedentes de los sistemas de extracción de metales preciosos.

## Justificación

### Económica
Las colonias proporcionan materias primas a precios bajos a las industrias y pueden servir como mercados para colocar productos industriales. También las inversiones en infraestructuras (puertos, ferrocarriles...) y el transporte se transforman en negocios que interesan a las compañías del estado.

### Política
Los estados tienden a expandirse por ambición de poder, prestigio, seguridad y ventajas diplomáticas respecto a otros estados para la economía mundial de hoy en día.

### Ideológica
Los países se ven impulsados a expandir su influencia para a su vez expandir sus valores políticos, culturales y religiosos a su vez los países son beneficiados con paz, seguridad y prosperidad.

### Religiosa
Los países con estándares religiosos solían expandir su influencia por países cercanos a este para así propagar su religión. Es un sistema de la actividad humana compuesto por creencias y prácticas acerca de lo considerado como divino o sagrado, tanto personales como colectivas, de tipo existencial, moral y espiritual. Por eso se habla de «religiones» para hacer referencia a formas específicas de manifestación del fenómeno religioso, compartidas por los diferentes grupos humanos. Hay religiones que están organizadas de formas más o menos rígidas, mientras que otras carecen de estructura formal y están integradas en las tradiciones culturales de la sociedad o etnia en la que se practica.
En el caso de los países europeos, estos intentaron expandir el cristianismo a través de misioneros, escuelas religiosas, entre muchas otras.